# Monte Moroto
Il monte Moroto (da «Moru-To», «la montagna occidentale»; 3083 m s.l.m.) è una montagna dell'Uganda. Si trova 3 km ad est della città omonima nel distretto di Moroto, nella parte della Regione Settentrionale nota come Karamoja. È solo uno dei membri di una catena di vulcani che, partendo dal monte Elgon a sud, corre lungo il confine tra Uganda e Kenya; di essa fanno parte anche i monti Kadam e Morungole. La regione intorno è una riserva forestale (483 km²) che protegge una vasta gamma di habitat, dall'arida savana spinosa all'umida foresta di montagna; in essa vivono oltre 220 specie di uccelli, nonché scimmie e felini.